# La cento chilometri
Pour plus de détails, voir Fiche technique et Distribution.
La cento chilometri est un film italien réalisé par Giulio Petroni et sorti en 1959.

## Fiche technique
- Titre : La cento chilometri
- Réalisation : Giulio Petroni
- Scénario : Giulio Petroni, Massimo Franciosa, Pasquale Festa Campanile
- Genre : comédie
- Musique : Armando Trovajoli
- Image : Raffaele Masciocchi
- Montage : Mario Serandrei
- Durée : 82 minutes
- Production : Titanus
- Pays de production :  Italie
- Date de sortie : Italie : 10 septembre 1959

## Distribution
- Massimo Girotti : Toccacelli, champion italien de Marche athlétique
- Mario Carotenuto : avocat Corsetti
- Riccardo Garrone : Cesare Malabrocca
- Yvonne Monlaur : Elena
- Nando Bruno : Nando
- Geronimo Meynier : Stefano Lombardini
- Edoardo Nevola : Tonino Toccacelli
- Raffaele Pisu
- Valeria Fabrizi
- Carlo Bomba : marcheur de la A.S.Roma
- Gianrico Tedeschi
- Giulio Calì : le vieil homme avec Angela